# Односи Србије и Обале Слоноваче
Односи Србије и Обале Слоноваче су инострани односи Републике Србије и Републике Обала Слоноваче.

## Билатерални односи
Дипломатски односи између Србије (СФРЈ) и Обале слоноваче су успостављени 1968. године.

### Политички односи
Ретки сусрети ресорних министара на маргинама међународних скупова. Последњи 2011. год. у Малабоу.

### Економски односи
- У 2020. години укупна робна размена износила је 21,6 милиона УСД. Од тога извоз Србије био је тек 689 хиљаде долара, а увоз 20,9 милиона.
- У 2019. размењено је укупно робе у вредности од 20,3 милиона долара. Из наше земље извезено је само за 306 хиљаде УСД, а увезено за целих 20 милиона.
- У 2018. години укупна робна размена износила је 19,2 милиона УСД. Из Србије је извезено за 263 хиљаде, а увезено робе вредне 19 милиона долара. [1][2]

### Некадашњи дипломатски представници

#### У Абиџану
- Милош Малетић, амбасадор, 1979—
- Здравко Печар, амбасадор, —1979.